# Berlin-Cottbus-Berlin
Berlin-Cottbus-Berlin est une course cycliste d'un jour allemande disputée entre 1909 et 1989. Le départ et l'arrivée sont basés à Berlin et la course passe par Cottbus. 
Sa première édition a lieu en 1909 et est réservée aux coureurs amateurs. L'année suivante, une épreuve est créée en parallèle pour les professionnels. À partir de 1949, la course est uniquement réservée pour les cyclistes amateurs et est remportée par des cyclistes célèbres de l'Allemagne de l'Est.

## Palmarès

### Professionnel
| - 1910 : Karl Dittebrandt - 1910 : Richard Jacoby - 1911 : Fritz Schallwig - 1912 : Gustav Schulze - 1913 : Ernst Franz - 1914 : Ernst Franz - 1915 : Fritz Bauer - 1916 : Fritz Bauer - 1917 : Non-disputé - 1918 : Erich Aberger - 1919 : Wilhelm Hildebrandt - 1919 : Jean Rosellen - 1920 : Non-disputé - 1921 : Wilhelm Siewert - 1922 : Adolf Huschke - 1923 : Adolf Huschke | - 1924 : Richard Huschke - 1925 : Max Suter - 1926 : Richard Huschke - 1927 : Jules Vanhevel - 1928 : Herbert Nebe - 1929 : uniquement amateur - 1930 : Alfred Siegel - 1931-1933 : uniquement amateur - 1934 : Paul Kroll - 1935 : Willy Kutschbach - 1936 : Paul Münzer - 1937 : Willy Kutschbach - 1938 : Fritz Diederichs - 1939-1946 : Non-disputé - 1947 : Hermann Schild - 1948 : Hans Preiskeit |

### Amateurs
| - 1909 : Ernst Rottnick - 1910 : Otto Goetzke - 1910 : Max Düwel - 1923 : Fritz Gielow - 1928 : Kurt Stöpel - 1929 : Walter Hoffmann - 1930 : Walter Hoffmann - 1931 : Walter Hoffmann - 1932 : Walter Lohmann - 1933 : ? - 1935 : Reinhold Wendel - 1938 : Max Bartoskiewicz - 1947 : Richard Balzer - 1948 : Kropp - 1949 : Alfred Kutza - 1950 : Willi Irrgang - 1951 : Rudi Kirchhoff - 1952 : Erich Schulz - 1953 : Lothar Meister II - 1954 : ? - 1955 : Rolf Töpfer - 1956 : ? | - 1957 : Wieslaw Podobas - 1958 : Rudi Kirchhoff - 1959 : Wolfgang Jaeger - 1960 : Bernd Barleben - 1961-1964 : Non-disputé - 1965 : Fritz Braun - 1966 : Rainer Marks - 1967 : Dieter Grabe - 1968-1976 : Non-disputé - 1977 : Andreas Petermann - 1979 : Bodo Straubel - 1980 : Martin Goetze - 1981 : Bodo Straubel - 1982 : Olaf Ludwig - 1983 : Martin Goetze - 1984 : Non-disputé - 1985 : Wolfgang Lötzsch - 1986 : Torsten Bredow - 1987 : Uwe Raab - 1988 : Thomas Schenderlein - 1989 : Martin Goetze |